# آرمن مکرتچیان
آرمن مکرتچیان (ارمنی: Արմեն Մկրտչյան؛ زادهٔ ۶ اکتبر ۱۹۷۳ در ودی) کشتی‌گیر در رشته اهل ارمنستان است که در مسابقات قهرمانی کشتی اروپا در سال‌های ۱۹۹۴ و ۱۹۹۶ در وزن ۴۸ کیلوگرم به ترتیب به مدال‌های طلا و نقره و در سال ۲۰۰۱ در وزن ۵۴ به مدال برنز دست یافت. مکرتچیان همچنین در بازی‌های المپیک تابستانی ۱۹۹۶ و قهرمانی جهان ۱۹۹۵ هر دو به میزبانی آتلانتا به ترتیب موفق به کسب مدال‌های نقره و برنز شد.